# G20
G20 (forkortelse for Group of Twenty Finance Ministers and Central Bank Governors) er en gruppe af finansministre og centralbankledere fra 21 (tidligere 20) væsentlige økonomier: 19 lande, den Europæiske Union, som er repræsenteret via Præsidenten for Det Europæiske Råd og den Europæiske Centralbank, og fra 2023 den Afrikanske Union.
Landenes regeringsledere eller statsledere har også periodevis deltaget i G-20 topmøder, siden første møde i 2008. Samlet udgør G-20-økonomierne mere end 80 % af det globale BNP (GNP), 80 % af verdens handel (inklusive intern EU-handel) og 2/3 af verdens befolkning. De udgør 82,2 % af verdens økonomiske vækst målt i forhold til BNP og BNI i årene 2010 til 2016, ifølge IMF.
G-20 blev foreslået af den tidligere canadiske finansminister Paul Martin (senere, premierminister) til samarbejde og konsultation i forhold til områder i det internationale finansielle system. G20 undersøger, gennemgår og diskuterer politiske tiltag der kan medvirke til at fremme en stabil international økonomi. Med stigende betydning siden 2008 G-20 Washington summit besluttede lederne 25. september 2009, at G20 ville erstatte G8 som det primære økonomiske råd blandt verdens rigeste nationer. G20 har været en realitet siden 1999 og landenes statsledere har mødtes til møder siden 2008.

## Medlemslandene
Medlemmer er den Europæiske Union, den Afrikanske Union og 19 lande: Argentina, Australien, Brasilien, Canada, Frankrig, Indien, Indonesien, Italien, Japan, Kina, Mexico, Rusland, Saudi-Arabien, Storbritannien, Sydafrika, Sydkorea, Tyrkiet, Tyskland og USA.